# Cima d'Ometto
La cima d'Ometto (1.911 m s.l.m.) è una montagna delle Alpi Biellesi.
È situata tra la Valsesia (VC) e la Valle Sessera (BI); sulla cima convergono i territori dei comuni valsesiani di Pila e Scopello e quello di un'isola amministrativa montana del comune biellese di Pettinengo. La salita per sentiero dall'Alpe di Mera rappresenta una delle escursioni più note e frequentate della zona.

## Descrizione

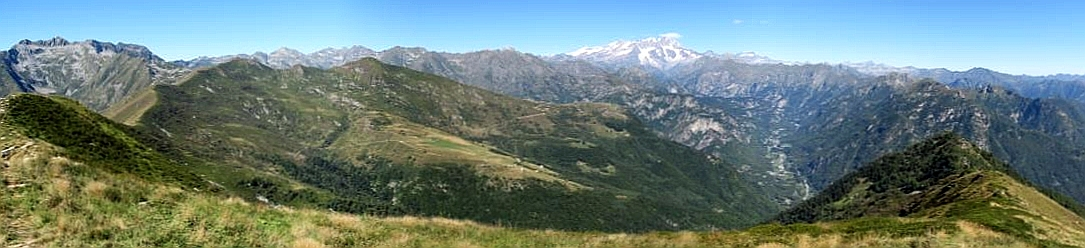
Panorama dalla cima, con al centro il Monte Rosa e a sinistra il Bo

La montagna si trova alla convergenza di tre creste, due delle quali collocate sul crinale spartiacque Sessera/Sesia. Di esse quella orientale scende verso un colletto quotato 1702, per poi risalire alla Colma dei Lavaggi e al Monte Camparient (1.739 m s.l.m.), mentre quella occidentale collega la cima d'Ometto al Testone delle Tre Alpi tramite la Bocchetta delle Varalle.
La terza cresta è un breve contrafforte che si diparte dallo spartiacque principale in direzione nord e si conclude con il Monte Ovago (1.764 m s.l.m.), che domina il tratto di Valsesia tra Piode e Pila.
Sul punto culminante sopra un alto basamento in pietra si trova una croce metallica. Sulla cima si trova anche il punto geodetico trigonometrico dell'IGM denominato Cima D'Ometto (cod.030156).
Il panorama dalla cima della montagna è interessante in particolare verso il Gruppo del Rosa e verso la Valsessera. Ad est nelle giornate limpide lo sguardo può spingersi fino all'Ortles e al Cevedale.

## Accesso alla cima

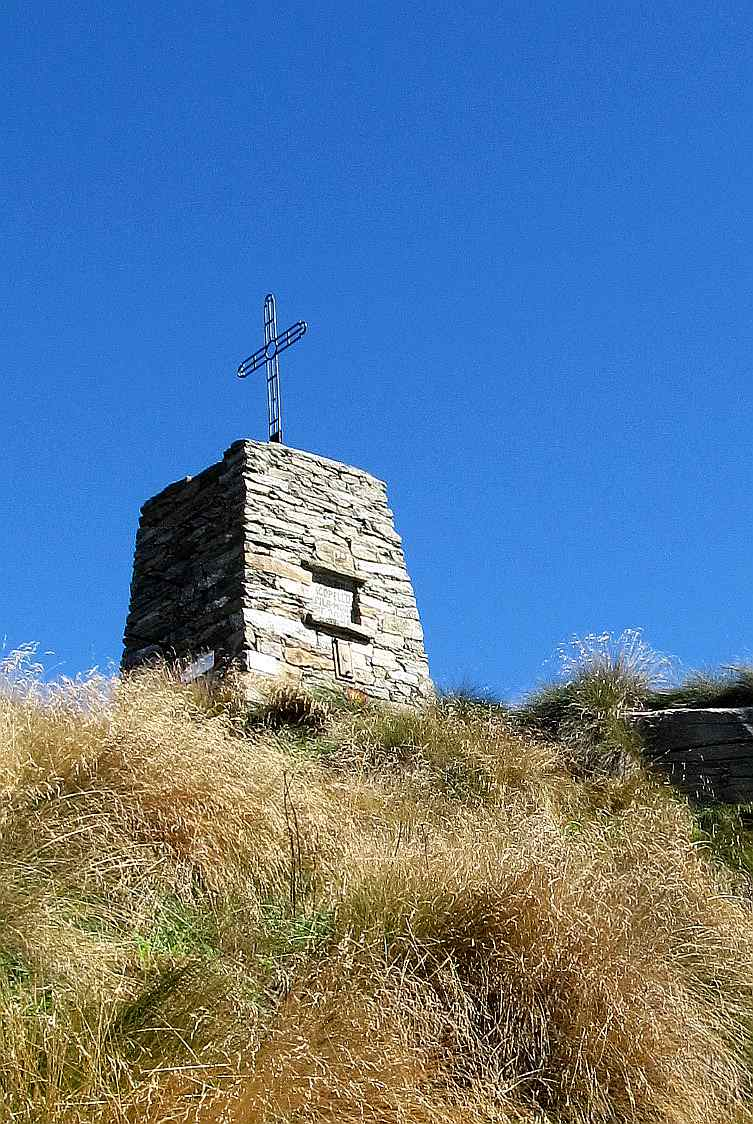
La croce di vetta

La Cima d'Ometto può essere raggiunta per sentiero a partire dall'Alpe di Mera dove si può arrivare, oltre che per asfalto, grazie ad una seggiovia proveniente da Scopello, attiva anche in estate. Il sentiero (segnavia 236) transita per un laghetto e poi, raggiunto il crinale Sesia/Sessera, guadagna la cima avvicinandosi da est.
Con percorso più lungo la montagna può anche essere raggiunta passando per la Bocchetta della Boscarola (difficoltà escursionistica:E).